# The Long Goodbye (Procol Harum)
The Long Goodbye è il dodicesimo album dei Procol Harum, pubblicato nel 1995. L'album, che recita il sottotitolo Symphonic Music of Procol Harum è composto da brani del gruppo con arrangiamento ed accompagnamento orchestrale.

## Tracce
1. Conquistador
2. Homburg
3. Grand Hotel
4. Simple Sister
5. A Salty Dog
6. Pandora's Box
7. A Whiter Shade of Pale
8. Repent Walpurgis
9. (You Can't) Turn Back The Page
10. Strangers In Space
11. Butterfly Boys
12. The Long Goodbye

## Formazione
- Matthew Fisher - organo in Repent Walpurgis
- Dave Bronze - basso
- Mark Brzezicki - batteria
- Robin Trower - chitarra in Repent Walpurgis
- Geoff Whitehorn - chitarra
- Andy Fairweather Low - chitarra
- Gary Brooker - pianoforte, voce, accordion, harpsichord
- Keith Reid - testi

## Altri musicisti
- Tom Jones  - voce in Simple Sister
- Jerry Hadley - voce in Grand Hotel
- James Galway - flauto in Pandora's Box